# Nymphon primacoxa
Nymphon primacoxa är en havsspindelart som beskrevs av Stock, J.H. 1968. Nymphon primacoxa ingår i släktet Nymphon och familjen Nymphonidae. Inga underarter finns listade i Catalogue of Life.